# Погорілець Олег Григорович

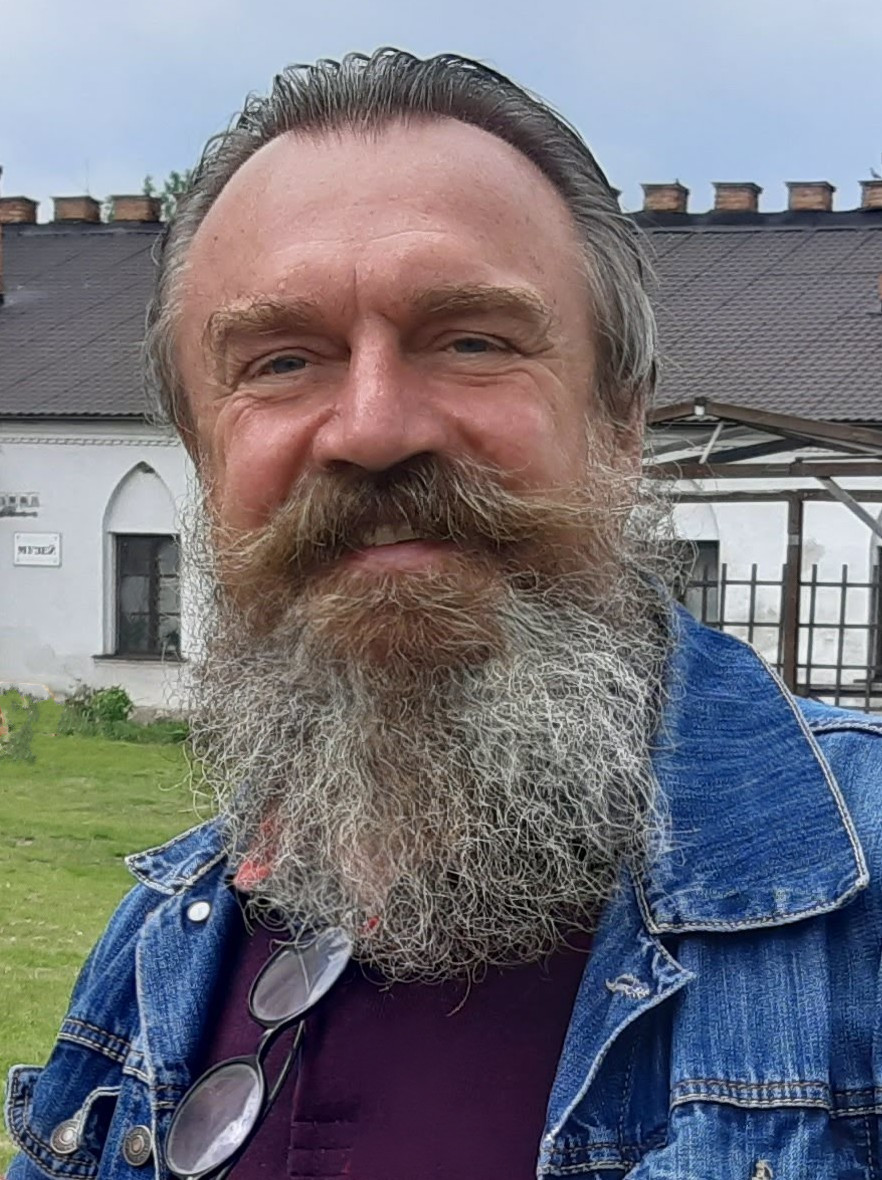
Олег Погорілець — директор Державного історико-культурного заповідника "Межибіж"

Олег Григорович Погорілець (* 29 серпня 1960, Меджибіж) — український історик, археолог, пам’яткоохоронець, директор ДІКЗ “Межибіж” (з 2009 року), член ICOMOS UA (Міжнародної ради з питань пам`яток і визначних місць), член правління Хмельницької обласної організації Національної спілки краєзнавців України, Хмельницької обласної громадської організації “Постійнодіюча археологічна експедиція “Меджибіж-2000” та Центру дослідження історії Поділля та Південно-Східної Волині Інституту історії України НАН України.

## Біографія
Народився Олег Погорілець в смт. Меджибіж Летичівського району Хмельницької області. Ще школярем брав участь у археологічних розвідках знаного місцевого археолога, краєзнавця Михайла Ягодзінського, під час літніх канікул працював в археологічній експедиції Василя Якубовського, який проводив дослідження болохівського городища XIII ст. поблизу с. Теліжинці Старосинявського району. У 1978 р. став студентом історичного факультету Кам’янець-Подільського державного педагогічного інституту. Під час навчання він долучався до роботи археологічних експедицій, брав участь у регіональних студентських конференціях, виступав з повідомленнями про археологічні дослідження Болохівської землі на Всесоюзних археологічних студентських конференціях.
Після закінчення навчання у 1982 р. Олег Погорілець розпочав трудову діяльність з школи с. Волосівці Летичівського району. Після кількох років роботи у школі активного молодого педагога запросили на роботу до станції юних туристів м. Хмельницького, де він працював керівником гуртків. Після військової служби у 1986-1988 рр. Олег Погорілець працює у Хмельницькому ПТУ №11. Займався викладацькою роботою, зокрема викладав у Хмельницькій філії Відкритого міжнародного університету розвитку людини "Україна". 
Любов до археології, рідного краю спонукала Олега Погорільця до творчого пошуку. В 1999 р. він сприяв відновленню археологічних робіт на подвір’ї Меджибізької фортеці експедицією під керівництвом Юрія Толкачова (Київ) та протягом 2000 р. брав участь у її роботі. У тому ж році він ініціював створення Хмельницької обласної громадської організації "Постійно діюча археологічна експедиція "Меджибіж – 2000", завданням якої є сприяння дослідженням регіону. Протягом 2000-2008 рр. Олег Погорілець бере активну участь у роботі експедиції, котра досліджувала залишки пізньосередньовічної фортеці «Замок Ракочі» (XVI ст.), розташованої за 2 км. від смт. Меджибіж. Цінний археологічний матеріал, який включав колекції кераміки, залишків озброєння, побутових предметів, турецької порцеляни, італійської майоліки та монет кінця XV – середини XVI ст., переданий у фонди Хмельницького обласного краєзнавчого музею та Державного історико-культурного заповідника «Межибіж». 
З 2009 р. очолює Державний історико-культурний заповідник “Межибіж”.
Діапазон наукових інтересів Олега Погорільця широкий. Низку його наукових досліджень він присвятив історії Меджибожа та Поділля, торгівлі та нумізматиці. Тривалий час він займається дослідженнями грошового обігу на Поділлі, карбуванням монет на території краю. Результати його досліджень викликали резонанс у колі фахівців, особливо відкриття у 2004 р. та дослідження функціонування у містечку Смотричі, першій столиці Поділля, емісійного центру монети, яка отримала в історичній літературі назву «подільский полугрошок» (XIV ст.) Відкриття існування в Україні в XIV ст. емісійного центру, поруч із Львівським та Київським монетним двором, продемонструвало високий рівень розвитку Подільського князівства, динамічний економічний та політичний ріст цих земель, бажання виокремити ці території як споконвічні Руські землі. 
Наукову, пам’яткоохоронну, громадську діяльність Олега Погорільця відзначено Грамотою Верховної Ради України, відзнакою Міністерства культури України «За досягнення в розвитку культури і мистецтв», Почесною грамотою Міністерства культури і туризму України та Центрального комітету Профспілки працівників культури України, Орденом св. Миколая Чудотворця УПЦ КП, Грамотою за заслуги перед Помісною Українською Православною Церквою, званням “Почесний краєзнавець України” (2015), премією Національної спілки краєзнавців України імені Героя України Михайла Сікорського (2017), медаллю “За збереження історії” громадського об’єднання “Країна” (2015), премією “Скарби землі Болохівської” благодійного фонду “Закон і справедливість” (2025), премією імені професора Лева Баженова (2025), відомчими відзнаками “Почесний працівник ДІКЗ “Межибіж” (2010) та “Заслужений працівник ДІКЗ “Межибіж” (2020). Внесок Олега Погорільця у збереження національної культурної спадщини під час російського вторгнення в Україну та його діяльність з соціально-культурної реабілітації військових та цивільних, які постраждали від російської агресії, відзначено Відзнакою Президента України "За оборону України" (2025).